# Maxwellova letecká základna
Maxwellova letecká základna (anglicky Maxwell Air Force Base nebo též Maxwell-Gunter Air Force Base; kód IATA je MXF, kód ICAO KMXF, kód FAA LID MXF) je vojenská letecká základna letectva Spojených států amerických nacházející se ve městě Montgomery ve státě Alabama. Spadá pod Letecké výukové a tréninkové velitelství (AETC).
Sídlí zde Letecká univerzita (Air University), hlavní výukové zařízení AETC, které zajišťuje profesionální vojenský výcvik na vysokoškolské úrovni (Joint Professional Military Education). Je domovskou základnou 42. křídla týlové služby letecké základny (42d Air Base Wing; 42 ABW), jehož úkolem je technická, bezpečnostní a personální podpora chodu celého zařízení. Dále zde sídlí 908. transportní křídlo (908th Airlift Wing; 908 AW), vybavené letouny C-130 Hercules, které zajišťuje výcvik vojenských rezerv letectva (přibližný ekvivalent aktivních záloh) v případě nutnosti jejich nasazení.
Letecká univerzita se dělí na tři školící jednotky, poskytující různé stupně profesionálního vojenského výcviku. Prvním z nich je Squadron Officer School (SOS), což je téměř dvouměsíční program zaměřený na nadporučíky a kapitány z řad letectva, leteckých záloh (Air Force Reserve) a Letecké národní gardy (Air National Guard). Další je Air Command and Staff College (ACSC), rok trvající program pro důstojníky letectva, rezerv i let. nár. gardy, dále pro civilní zaměstnance ministerstva obrany na stupni GS-13 a vybrané důstojníky z řad spojeneckých armád. Poslední jednotkou je Air War College (AWC), která vybírá studenty ze stejných kruhů jako ACSC, ti ovšem musí mít minimální hodnost podplukovník, commander (velitel), wing commander (velitel křídla) a civilní zaměstnanci ministerstva obrany musí být minimálně na stupni GS-14.
Všechny tři školící programy je možné studovat i dálkově s tím, že programy ACSC a AWC je možné absolvovat i prostřednictvím seminářů na vybraných základnách amerického letectva.
Předchůdce dnešní Maxwellovy základny vznikl již v roce 1910, kdy zde Bratři Wrightové založili svou Leteckou školu, která fungovala do roku 1916. Dne 8. listopadu 1922 získala základna jméno „Maxwell Field“ na počest alabamského rodáka Williama C. Maxwella, jednoho z průkopníků amerického létání.